# Озерава
Озерава (бел. Азярава) — деревня в Видзовском сельсовете Браславского района Витебской области Белоруссии. Расположена в 61 км от города Браслав, в 29 км от железнодорожной станции Поставы. Население — 7 человек (2019).

## История
В 1897 году деревня в составе Богинской волости Дисненского уезда Виленской губернии. Недалеко от деревни находился торговый путь Козяны — Шарковщина. В деревне располагалось имение графа Плятера.
С февраля по декабрь 1918 года была захвачена германскими войсками. С февраля 1919 года в составе Литовско-Белорусской ССР. С августа 1919 года захвачена польскими войсками. После освобождения Красной Армией в июне 1920 года, снова захвачена войсками Польской Республики в августе 1920 года. В 1921 году вошла в состав Польши, осенью 1939 года — в состав БССР.
Во время Великой Отечественной войны была захвачена немецкими войсками в конце 1941 года и сожжена в декабре этого же года. Погибло 72 жителя. После войны деревня была восстановлена. С 20 сентября 1944 года в составе Полоцкой области. В 1950 году создан колхоз имени Чкалова. С 8 января 1954 года в составе Молодечненской области, с 20 января 1960 года в составе Браславского района Витебской области. С 1982 года входила в состав колхоза «Гвардия». С 2003 года в составе «Новая Гвардия». С 8 апреля 2004 года в Видзовском сельсовете.

## Инфраструктура
В деревне имеется фельдшерско-акушерский пункт.